# 대한민국 여자 유니버시아드 축구 국가대표팀
대한민국 유니버시아드 축구 국가대표팀은 하계 유니버시아드에 참가하는 축구 국가대표팀이다. 
주로 대학 재학생 중에 대표 선수 선발이 이루어지지만 이미 대학을 졸업했더라도 대회가 열리는 해를 기준으로 졸업 후 2년이 넘지 않으면 참가할 수 있으며 그렇기 때문에 프로 선수들도 간간히 참여하고 있다. 나이 제한은 만 17세에서 28세까지다. 

## 역사
2001년 유니버시아드부터 참가하였다.

## 역대 대표팀
- 아래 목록은 불완전한 목록이다

| 대회 | 감독   | 코치          | 선수           | 성적 | 승 | 무 | 패 | 승률 | 비고 |
| ---- | ------ | ------------- | -------------- | ---- | -- | -- | -- | ---- | ---- |
| 2001 | 정왕교 |               |                |      |    |    |    |      |      |
| 2003 |        |               |                |      |    |    |    |      |      |
| 2005 |        |               |                |      |    |    |    |      |      |
| 2007 |        |               |                |      |    |    |    |      |      |
| 2009 |        |               |                |      |    |    |    |      |      |
| 2011 |        |               |                |      |    |    |    |      |      |
| 2013 |        |               |                |      |    |    |    |      |      |
| 2015 | 홍상현 | 정성천 김풍주 | 장슬기 외 19명 |      |    |    |    |      |      |
| 2017 |        |               |                |      |    |    |    |      |      |

## 같이 보기
- FISU 세계 대학 경기 대회
- 대한민국 유니버시아드 축구 국가대표팀

## 참고 자료
- 영광과 좌절의 유니버시아드 도전기-축구